# Aimer, boire et chanter
Aimer, boire et chanter è un film del 2014 diretto da Alain Resnais.